# Патријарх српски Јован
Јован I, звани Кантул, био је архиепископ пећки и патријарх српски од 1592. до 1614. године. Као поглавар Српске патријаршије столовао је у Пећком манастиру. На самом почетку његове управе дошло је до избијања дуготрајног Османско-хабзбуршког рата (1593-1606), током кога су избили српски устанци у Темишварском пашалуку (1594) и Херцеговачком санџаку (1596). Под видом одмазде, Турци су 1594. године спалили мошти светог Саве, чиме је означена прекретница у односу турских власти према православним Србима. Током наредних година, патријарх Јован је сарађивао са народним првацима који су настојали да обезбеде подршку хришћанских држава за ослобођење српског народа од турске власти. Иако се није отворено одметнуо од турске власти, смрт га је задесила 1614. године, приликом боравка у Цариграду.

## Биографија
Претпоставља се да је патријарх Јован био рођен средином 16. века, а имао је и брата Милоша, који је био спахија. У неким знатно каснијим изворима, са краја 17. или почетка 18. века, наденут му је надимак Кантул, који се не помиње у изворима из Јовановог времена. Упркос томе, поједини истраживачи су уобличили претпоставку о његовом наводном влашком пореклу.
Јован је постао српски патријарх током 1592. године, наследивши дотадашњег патријарха Филипа. Према устаљеном обичају, избори свих архијереја на подручјима под турском влашћу били су потврђивани издавањем султановог берата, а сваки потврђени патријарх је такође био у обавези да редовно измирује новчане обавезе своје патријаршије према турској држави.
И поред разних потешкоћа, за време патријарха Јована очувана је структура Српске патријаршије. Упражњене епархије су попуњаване избором и хиротонијом нових епископа, а одржавани су и црквени сабори у Пећи. Јовановим залагањем обновљен је храм у Пећи, а живописани су храмови у Манастиру Свете Тројице код Пљеваља и сремском манастиру Хопову. Такође се развијала и преписивачка делатност, а сви су изгледи да је такве активности подстицао сам патријарх, који је књиге поклањао Великој цркви у Пећи и манастиру Хиландару.
Једно од најзначајнијих питања из времена Јованове управе односи се на учешће српске јерархије у тадашњим народним покретима и устаничким подухватима. У историографији су тим поводом изношене разне претпоставке, које су биле засноване на различитом тумачењу историјских извора. Иако поједини извори сведоче да је патријарх пружао подршку народним првацима, у науци не постоји сагласност поводом питања о степену његовог личног учешћа устаничким и завереничким подухватима.
Опште политичке прилике за време Јованове управе знатно су се разликовале од стања које је владало за време патријарха Макарија и његових правих наследника, тако да се и патријаршијска управа морала прилагођавати новонасталим околностима, поготово након избијања Османско-хабзбуршког рата (1593-1606) који је захватио северна и западна подручја Српске патријаршије. Управо у то време, дошло је до избијања великог у српског устанка на просторима Темишварском пашалука (1594), што је довело до општег погоршања у српско-турским односима.
За време патријарха Јована, Српска православна црква је доживела један од својих најтежих удараца. У знак одмазде због српског устанка, Синан-паша је 1594. године наредио да се на Врачару спале мошти Светог Саве. Тај догађај је оставио трајне последице на односе између српског народа и турских власт. Недуго потом (1595), пожешки митрополит Василије је напустио Доњу Славонију, која је била под турском влашћу, пребегавши у суседну Горњу Славонију, која је била под хабзбуршком, чиме је постао први владика православних Срба на подручју Вараждинског генералата.
Већ током 1596. године дошло је до избијања новог српског устанка, на подручју Херцеговачког санџака, а на челу устаника налазио се чувени војвода Грдан, који је и током наредних година одржавао сарадњу са патријархом Јованом.
У то време, римски папа Климент VIII (1592-1605) је покушавао да образује хришћански савез у који би ушли шпански краљ Филип III, аустријски надвојвода Фердинанд и савојски херцег Карло Емануел I. У планове западних држава били су укључени и поједини српски прваци. Тадашња и потоња сарадња између војводе Грдана и српске јерархије сведочи да су непосредни организатори устаничких и завереничких активности били народни прваци и поједини свештеници нижег ранга, којима је патријарх Јован пружао подршку, али на поверљив начин, без отвореног, односно јавног одметања од турске власти.
Приликом његових канонских посета, Римска курија му је преко својих представника чинила сметње, а нарочито у своме раду на унијаћењу православних Срба у Паштровићима.
Пошто је патријарх умро 1614. године приликом боравка у Цариграду, поједини истраживачи су тим поводом изнели претпоставку да је његова смрт била насилна, пошто су Турци сазнали за везе патријарха Јована са народним првацима који су учествовали у припреми поменутих устанака и спровођењу других антитурских подухвата.